# Juan Pablo Buscarini
Juan Pablo Buscarini (1962, Rosario) est un réalisateur et producteur de cinéma argentin. Il est connu principalement pour ses films d'animation.

## Biographie
Juan Pablo Buscarini a obtenu un master en "arts, synthèse de l'image et animation par ordinateur" à l'université de Middlesex à Londres. Il a travaillé un an en France et en Espagne. après son retour en Argentine il s'associe à la société de production Sorín Cine
Il gagne un prix Cóndor de Plata avec con premier film Cóndor Crux (1999). Son film d'animation El Ratón Pérez (2006) a remporté un Prix Goya du meilleur film d'animation.

## Filmographie

### Réalisation
- Cóndor Crux (1999)
- El Ratón Pérez (2006)
- L'Arche de Noé (2007)
- The Games Maker (2014)
- Tini : La Nouvelle Vie de Violetta (2016)

### Production
- Cóndor Crux (1999)
- Un cuento chino (2011)
- Peter Capusotto y sus 3 dimensiones (2012)
- Kóblic (2016)

### Production exécutive
- Dibu 3 (2002)
- Un hijo genial (2003)
- Vivir intentando (2003)
- Peligrosa obsesión (2004)
- Patoruzito (2004)

### Effets spéciaux
- La puta y la ballena (2003)